# Белчешти (Васлуј)
Белчешти (рум. Belcești) насеље је у Румунији у округу Васлуј у општини Погонешти. Oпштина се налази на надморској висини од 70 m.

## Становништво
Према подацима из 2002. године у насељу је живело 168 становника, од којих су сви румунске националности.